# المدرسة الوطنية للبيطرة في تولوز
المدرسة الوطنية لبيطرة في تولوز ( ENVT ) ، هي مدرسة بيطرية تقع في تولوز، فرنسا. تأسست في عام 1825 ،  وهي أيضًا مؤسسة للتعليم العالي والبحث ومستشفى تعليمي.